# Pepito (Comic)
Pepito war ein deutsches Comicmagazin aus dem Hause Rolf Kauka, das von 1972 bis 1975 verlegt wurde. Das farbige Heft erschien wöchentlich und kostete anfangs 60 Pfennig, zum Schluss 1,20 DM. Kauka bewarb das Heft mit dem Slogan „Pepito ist so billig, dass ihr euch das Heft zusätzlich kaufen könnt“.
Die Stilrichtung von Pepito war Funny.
Neben Pepito (Zeichner: Luciano Bottaro), einem Piraten, waren unter anderem diese Serien im Heft vertreten: 
- Die 7 Schnuckel (Zeichner: Helmut Murek, Angel Nadal, Massimo Fecchi u. a.) Die Kauka-Serie um sieben schlumpfgroße Heinzelmännchen wurde eigens für das Pepito-Magazin entworfen.
- Klecks (Zeichner: Kurt Italiaander)
- Quacki (Zeichner: Carlos Roque)
- Pussi (Zeichner: Peyo)
- Süffel und Sabbel (Zeichner: Luciano Bottaro)
- Sonny Sam (Zeichner: Luciano Bottaro)

Unter dem Titel Der lustige Pirat Pepito erschienen 1975 bis 1976 weitere Abenteuer des Helden in Form von farbigen Taschenbüchern. Diese waren knapp 200 Seiten stark und erschienen monatlich. Der Zeichner war Luciano Bottaro.